# 한국프로농구 2014-15
2014-2015 KCC 프로농구는 대한민국 프로농구의 2014-2015시즌이며 19번째 프로농구 시즌이다. 총 10개 구단이 참여하며 2014년 10월 11일에 개막 하게 되며 팀당 54경기(라운드 로빈방식, 홈 27경기, 원정 27경기)를 치른다.

## 시즌 화제
- 지난 시즌과 달리 이번 시즌엔 월요일 경기가 신설된다.
- 한선교 前 총재가 지난 시즌을 기준으로 임기에 물러나면서, 김영기 신임 총재가 선출되었다.
- 인천 전자랜드 엘리펀츠는 홈 경기장인 인천삼산월드체육관이 2014년 장애인 아시안 게임 농구 경기장으로 선정되는 바람에 10월에 홈경기가 없고, 11월 2일에야 홈 개막전을 치르게 되었다.
- 고양 오리온스의 박유민이 박찬성으로 개명하였다.
- 국군체육부대의 오세근은 아시안게임병역특례로 원소속팀인 안양 KGC인삼공사로 복귀했다.
- KCC가 이번 시즌 메인스폰서가 되면서 5년 만에 다시 메인스폰서를 맡았다.
- 인천 전자랜드 엘리펀츠가 2014년 12월 24일 서울 삼성 썬더스와의 게임에서 역대최다 점수차인 54점차로 승리하였다.(종전기록 2013년 11월 1일, 모비스대KCC전,46점차)
- 2015년 2월 9일 전주 KCC 이지스의 허재감독이 성적부진의 책임을 지고 사퇴하였다. 추승균코치가 감독대행으로 남은 시즌을 마무리 하기로 했다.
- 2015년 2월 15일 울산 모비스 피버스의 유재학감독이 KBL 최초의 감독 통산 500승을 달성하였다.

## 제도 변화
- 자살골이 주장득점으로 바뀌었다.(주장이 벤치에 있을 경우 대체득점선수를 뽑아야 함)
- 작전 타임은 벤치에서만 부를 수 있게 되었다.
- 한 팀에서 8번째 퇴장 선수가 나오면 기존 5명에서 4명만 코트에서 뛸 수 있게 바뀌었다.
- 공격 리바운드로 했을경우 공격제한시간이 24초에서 14초로 줄어들었다.
- 하프타임이 기존 12분에서 15분으로 늘어났다.
- 속공파울이 U-1파울로 명칭이 변경되었다.(U-1파울시 자유투1개와 공격권이주어진다.)
- 20초 작전타임이 폐지되었다.
- 매 쿼터 2분 전부터 멈추던 경기시간이 경기종료 2분 전에만 멈추도록 바뀌었다.
- 심판의 대한 질의는 주장만이 가능하도록 바뀌었다.(기존에는 감독과주장만 가능하였음)
- 엔트리에 등록된 12명의 선수가아니면 벤치착석이 불가능하도록 바뀌었다.
- 공인구가 스타에서 나이키로 변경되었다.

## 선수 이적

### 자유 계약
- 송창무 (창원 LG 세이커스 → 서울 삼성 썬더스)
- 우승연 (서울 SK 나이츠 → 부산 kt 소닉붐)
- 한정원 (인천 전자랜드 엘리펀츠 → 원주 동부 프로미)
- 양준영 (울산 모비스 피버스 → 안양 KGC 인삼공사)
- 홍수화 (울산 모비스 피버스 → 부산 KT 소닉붐)
- 이우균 (서울 삼성 썬더스 → 고양 오리온스)

### 트레이드

#### 시즌 전
- 안양 KGC 인삼공사 (김태술) ↔ 전주 KCC 이지스 (강병현, 장민국)
- 안양 KGC 인삼공사 (김일두) ↔ 전주 KCC 이지스 (하재필)
- 원주 동부 프로미 (이광재) ↔ 부산 kt 소닉붐 (김종범, 김현중)
- 인천 전자랜드 엘리펀츠 (찰스 로드) ↔ 부산 kt 소닉붐 (테렌스 레더)

#### 시즌 중
- 창원 LG 세이커스 (박형철) ↔ 서울 SK 나이츠 (정성수)
- 고양 오리온스(찰스 가르시아,이호현)↔서울 삼성 썬더스(리오 라이온스,방경수)

### 영입

#### 시즌 전
- 윤이규 (원주 동부 프로미 → 안양 KGC 인삼공사)
- 임재현 (전주 KCC 이지스 → 고양 오리온스)
- 김동우 (안양 KGC 인삼공사 → 고양 오리온스)
- 류종현 (울산 모비스 피버스 → 창원 LG 세이커스)
- 김용우 (창원 LG 세이커스 → 서울 SK 나이츠)
- 모용훈 (울산 모비스 피버스 → 서울 SK 나이츠)
- 방경수 (창원 LG 세이커스 → 서울 삼성 썬더스)
- 박진수 (창원 LG 세이커스 → 인천 전자랜드 엘리펀츠)
- 김태형 (서울 삼성 썬더스 → 인천 전자랜드 엘리펀츠)

## 2013~2014 시즌 종료 후 FA 자격을 얻은 선수
- 은퇴 : 김영수, 임상욱, 김승현, 황진원, 이현준, 박규섭, 남궁준수, 정선규, 강은식, 박상률, 전형수, 이한권, 강영준, 박근홍, 오정현, 강창모, 김유민, 장동영, 고재호
- 원주 동부 프로미 : 박지현
- 서울 삼성 썬더스 : 이우균
- 울산 모비스 피버스 : 함지훈, 박구영, 양준영, 홍수화
- 서울 SK 나이츠 : 주희정, 김경언, 한상웅, 신윤하
- 인천 전자랜드 엘리펀츠 : 정영삼
- 창원 LG 세이커스 : 문태종, 김영환
- 부산 kt 소닉붐 : 송영진, 오용준
- 전주 KCC 이지스 : 신명호, 정의한, 김태홍
- 안양 KGC인삼공사 : 양희종, 김보현

## 정규 시즌 순위
| 순위 | 팀                     | 경기수 | 승 | 패 | 승률  | 연속 | 승차 | 플레이오프  | 비고   |
| ---- | ---------------------- | ------ | -- | -- | ----- | ---- | ---- | ----------- | ------ |
| 1    | 울산 모비스 피버스     | 54     | 39 | 15 | 0.722 | 3승  | 0    | 4강 PO 직행 | 우승   |
| 2    | 원주 동부 프로미       | 54     | 37 | 17 | 0.685 | 2승  | 2.0  | 4강 PO 직행 | 준우승 |
| 3    | 서울 SK 나이츠         | 54     | 37 | 17 | 0.574 | 4승  | 2.0  | 6강 PO 진출 |        |
| 4    | 고양 오리온 오리온스   | 54     | 31 | 23 | 0.463 | 1패  | 8.0  | 6강 PO 진출 |        |
| 5    | 창원 LG 세이커스       | 54     | 32 | 22 | 0.685 | 7승  | 7.0  | 6강 PO 진출 |        |
| 6    | 인천 전자랜드 엘리펀츠 | 54     | 25 | 29 | 0.593 | 4패  | 14.0 | 6강 PO 진출 |        |
| 7    | 부산 케이티 소닉붐     | 54     | 23 | 31 | 0.426 | 2패  | 16.0 | 진출실패    |        |
| 8    | 안양 KGC인삼공사       | 54     | 23 | 31 | 0.426 | 1승  | 16.0 | 진출실패    |        |
| 9    | 전주 KCC 이지스        | 54     | 12 | 42 | 0.222 | 3패  | 27.0 | 진출실패    |        |
| 10   | 서울 삼성 썬더스       | 54     | 11 | 43 | 0.204 | 5패  | 28.0 | 진출실패    |        |

## 플레이오프
| 홈팀(정규시즌 순위)     | 원정팀(정규시즌 순위)       | 결과            | 비고           |
| ----------------------- | --------------------------- | --------------- | -------------- |
| 창원 LG 세이커스(4위)   | 고양 오리온스(5위)          | 3:2 LG 승       | 6강 플레이오프 |
| 서울 SK 나이츠(3위)     | 인천 전자랜드 엘리펀츠(6위) | 0:3 전자랜드 승 | 6강 플레이오프 |
| 울산 모비스 피버스(1위) | 창원 LG 세이커스(4위)       | 3:2 모비스 승   | 4강 플레이오프 |
| 원주 동부 프로미(2위)   | 인천 전자랜드 엘리펀츠(6위) | 3:2 동부 승     | 4강 플레이오프 |
| 울산 모비스 피버스(1위) | 원주 동부 프로미(2위)       | 4:0 모비스 승   | 챔피언결정전   |

| KBL                                                     | KBL                                             | KBL                                             |
| ------------------------------------------------------- | ----------------------------------------------- | ----------------------------------------------- |
| 이전 대회                                               | 2014-2015 KCC 프로 농구 (2014.10.11 ~ 2015.4.4) | 다음 대회                                       |
| 2013-2014 KB국민카드 프로 농구 (2013.10.12 ~ 2014.4.10) | 2014-2015 KCC 프로 농구 (2014.10.11 ~ 2015.4.4) | 2015-2016 KCC 프로 농구 (2015.9.12 ~ 2016.3.29) |